# Адамівська сільська рада (Криничанський район)
| Адамівська сільська рада — орган місцевого самоврядування у Криничанському районі Дніпропетровської області з адміністративним центром у c. Адамівка. Сільській раді підпорядковані населені пункти: - c. Адамівка - с. Зелена Долина |

## Склад ради
Рада складається з 16 депутатів та голови.

## Керівний склад сільської ради
| ПІБ                            | Основні відомості                                                         | Дата обрання | Дата звільнення |
| ------------------------------ | ------------------------------------------------------------------------- | ------------ | --------------- |
| Пахомов Микола Миколайович     | Сільський голова, 1961 року народження, освіта, безпартійний              | 26.03.2006   | 31.10.2010      |
| Литвиненко Ольга Володимирівна | Сільський голова, 1967 року народження, освіта вища, член Партії регіонів | 31.10.2010   |                 |

Примітка: таблиця складена за даними джерела

## Розташування
Адамівська сільська рада розташована в центральній частині Криничанського району Дніпропетровської області, за 30 км від районного центру, вздовж річки Базавлук.

## Соціальна сфера
На території сільської ради знаходяться такі об'єкти соціальної сфери:
- Адамівська середня загальноосвітня школа;
- Дошкільний навчальний заклад «ясла-садок»;
- Адамівська дільнича лікарня;
- Адамівський будинок культури;
- Адамівська сільська бібліотека.